# Turoń

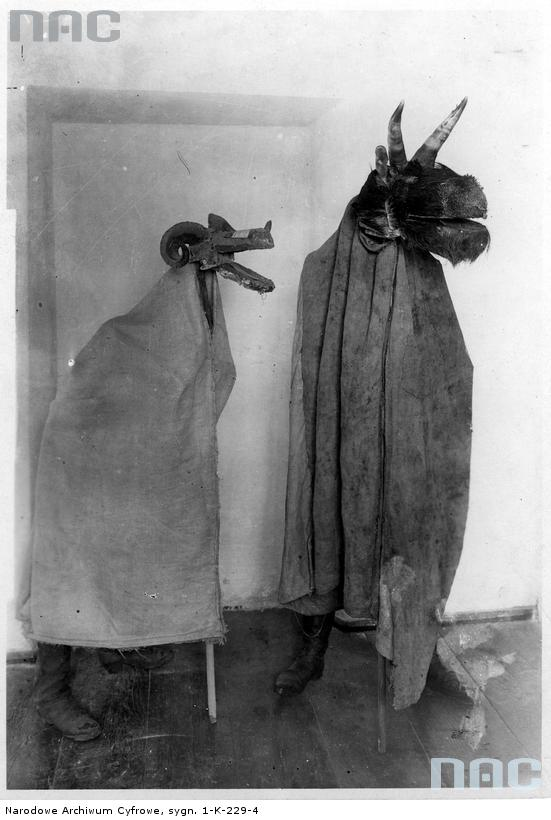
Turon, 1926

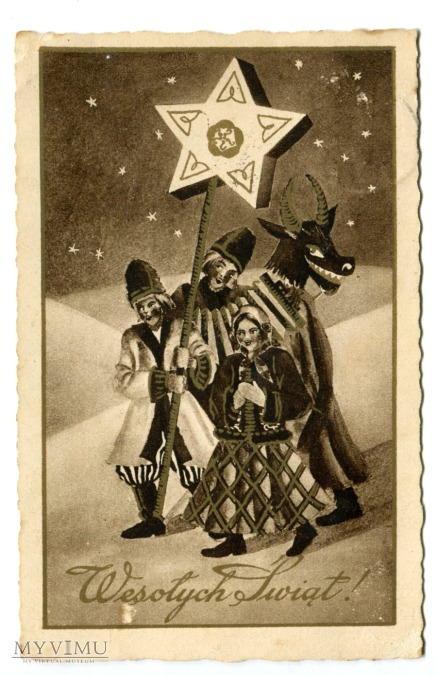
Người đi bộ Kolęda với một chiếc Turoń

Trong văn hóa dân gian Ba Lan, Turoń là một quái vật lễ hội dưới hình dạng một con vật màu đen, có sừng và xù xì với quai hàm trễ xuống. Sự xuất hiện của nó có thể được chú ý tại các sự kiện dân gian trong thời gian sau Giáng sinh, nhưng rất có thể là vào thời điểm lễ hội Carnival và trước khi Mùa Chay bắt đầu. Tên có nguồn gốc từ từ tur, có nghĩa là bò rừng châu Âu.

## Phong tục
Người đóng vai Turoń che mình bằng một tấm vải hoặc da cừu, cầm một cây cột gỗ trước mặt, trên đỉnh đầu là một con bò đực với quai hàm trễ xuống, sừng (đôi khi là sừng thật - sừng bò - hoặc đơn giản là gỗ), đầu phủ da thỏ hoặc một số da động vật khác.
Turoń đi bộ qua lại hoặc được dẫn trên một sợi dây.
Bất cứ khi nào nhóm caroler vào trong một ngôi nhà, Turoń sẽ nhảy xung quanh, nhảy múa và thốt lên như một con lừa. Turoń đặc biệt thích chơi các trò chọc ghẹo đối với phụ nữ, những người mà nó đuổi theo khắp căn nhà, khiêu khích và đôi khi đánh bằng hàm của nó. Trong khi carol hát, Turoń vỗ hàm theo nhịp điệu của bài hát và rung chuông trên cổ nó.
Mõm của Turoń được làm bằng gỗ mỏng, phủ da thỏ và to nên có thể nuốt cả quả táo hoặc uống một ly vodka trong một lần. Người ta tin rằng rượu, được con thú tiêu thụ trong gần như mọi hộ gia đình đến thăm, khiến hành vi của nó trở nên xấc xược. Turoń giữ hai cây gậy mà nó dùng để đập sàn nhà với mọi di chuyển, nhảy qua chúng và qua những chiếc ghế đẩu trong nhà.
Tại một thời điểm nào đó, khoảnh khắc quan trọng trong khi mọi người hát: Turoń ngất đi, và sau đó mọi người cố gắng hồi sinh nó bằng cách xoa bóp, thắp cỏ khô như một loại nhang, thổi gió dưới đuôi của nó, đổ vodka vào mõm của hình nộm và hình lục giác. Turoń hồi phục và bắt đầu vui đùa trở lại, thường thông báo kết thúc chuyến thăm.
Ở mỗi vùng của Ba Lan, Turoń khác nhau về hình thức. Turoń Ở Cracow đi cùng với những người hát rong mang một ngôi sao trong Lễ Hiển Linh (ngày 6 tháng 1). Nó đi theo những người hành hương và khi họ vào một gia đình, Turo sẽ bắt bất cứ ai nhìn chằm chằm quá lâu vào ngôi sao hoặc những người mang nó.
Ở quận Kielce, mọi người đi bộ quanh làng với bò rừng châu phi (còn được gọi là "turuń") trong tuần lễ Carnival cuối cùng. Một phong tục tương tự được biết đến ở Tarnów, nơi Turoń được đi kèm với các nhân vật khác: Tatar (người Thổ Nhĩ Kỳ) và Żyd (Người Do Thái). Ở Mielec, mọi người đi dạo với Turoń vào đêm Giáng sinh.
Bất cứ khi nào Turoń trở nên không thể chịu đựng được đối với chủ nhà và gia đình của mình, họ sẽ hát một bài hát để xua đuổi nó: 
Idź, turoniu, do domu

nie zawadzaj nikomu

nie tuś się wychował

nie tu będziesz nocował
 Dịch nôm na là: 
Go now, Turoń, go home

Don't you bother any more souls

Here's not the place you live

This not the place you shall sleep

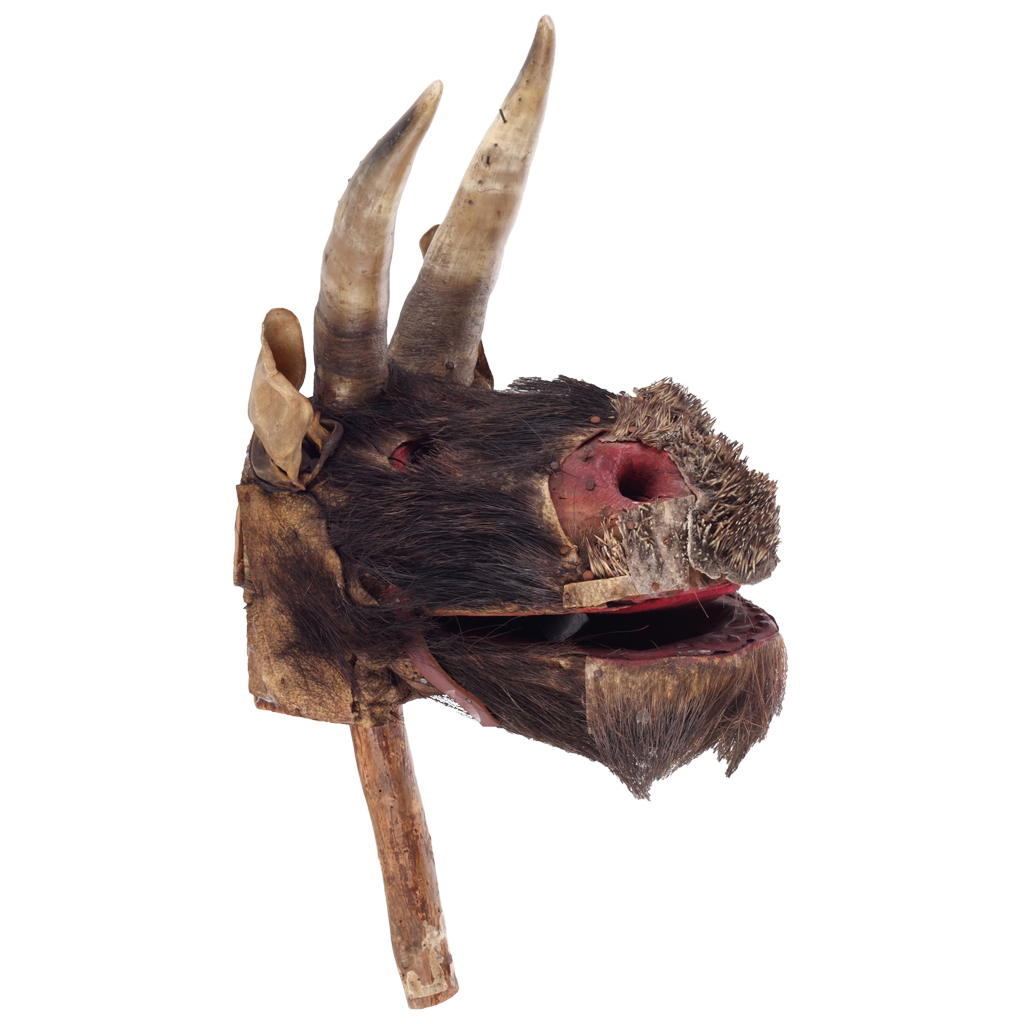
Đầu của Turoń từ Stary Sącz

 Sau bài hát đó, chủ nhà đưa cho những người hát rong "tiền chuộc" dưới dạng tiền và một món quà từ phòng đựng thức ăn. Sau đó, những người hành nghề cảm ơn vì đã đối xử và họ đi đến nhà bên cạnh.

## Từ nguyên
Theo Oskar Kolberg: "Tôi nhớ lại một nghiên cứu về bò rừng châu Âu, được đưa ra bởi một người Đức - Harius. Bò rừng châu Âu một con vật là một tên gọi xa lạ với các ngôn ngữ phương Đông và nó đề cập đến một con bò - do đó nó thuộc về thuật ngữ và phong tục của ngoại giáo văn hóa người Slav, trong đó bò rừng châu Âu là biểu tượng của Mặt trời và trong tên của nó, có một ngày lễ gọi là Turzyce. Tuy nhiên, Turuń phải được coi là như vậy, kể từ ngày Giáng sinh, một Mặt trời mới được sinh ra, sáng hơn và lâu hơn nữa. của một mùa hè mới. " 

## Tượng trưng
Turoń là một biểu tượng của khả năng sinh sản, một cách ước muốn thông qua các cử chỉ. Nó chọc các hộ gia đình bằng sừng của mình để truyền lại khả năng sinh sản.